# Zoltán Berkes
Zoltán Berkes es un deportista húngaro que compitió en piragüismo en la modalidad de aguas tranquilas. Ganó dos medallas en el Campeonato Mundial de Piragüismo, en los años 1987 y 1989.

## Palmarés internacional
| Campeonato Mundial | Campeonato Mundial | Campeonato Mundial | Campeonato Mundial |
| Año                | Lugar              | Medalla            | Evento             |
| ------------------ | ------------------ | ------------------ | ------------------ |
| 1987               | Duisburgo (RFA)    | Medalla de plata   | K4 10 000 m        |
| 1989               | Plovdiv (Bulgaria) | Medalla de bronce  | K2 1000 m          |